# Kallambi, Sorab
Kallambi là một làng thuộc tehsil Sorab, huyện Shimoga, bang Karnataka, Ấn Độ.